# Spiroplasma cantharicola
Spiroplasma cantharicola è una specie di batterio appartenente alla famiglia delle Spiroplasmataceae.